# مركز موغام الدولي
يُعد مركز موغام الدولي من بين المشاريع المنفذة في مجال حماية القيم الأخلاقية الوطنية ونشر الثقافة الأذربيجانية فهو مبادرة مقترحة من حيدر علييف قصد بناء مركز موغام الدولي في باكو عام 2005 بهدف تعزيز مقام اليونسكو العالمي المتضمن في قائمة روائع التراث الشفهي وغير المادي للبشرية. تم افتتاح المركز في 27 ديسمبر 2008. وقد أشرف عليه مجموعة من المهندسون المعماريون من بينهم تانسو وحيد قاسم، هايددين يايك، وإثيرن أحمد. يُذكّر المبنى الذي تبلغ مساحته الإجمالية 7500 متر مربع بقطع الآلات الموسيقية الأذربيجانية القديمة، حيث يضم المبنى المؤلف من ثلاثة طوابق قاعة للحفلات الموسيقية تتسع لـ 350 مقعدًا ونادٍ فضلا عن فصلا دراسي واستوديو لتسجيل الصوت ومطعمًا مخصصًا قد يسع لـ 80 شخصًا. تم جلب المعدات اللازمة للمبنى والتي بنيت باستخدام أحدث التكنولوجيا من إيطاليا والنمسا وفرنسا وتركيا كما تم استخدام أكثر من 2000 نظارات مختلفة الحجم أثناء البناء. المبنى مجهز بأنظمة تهوية وتدفئة حديثة. في مركز موغام الدولي يتعرَّف الفنانون الشباب على الفنون الجميلة للأذربيجان التي تشكل جزءاً مهماً من الثقافة الموسيقية الأذربيجانية. ويستضيف المركز حفلات موسيقية لسادة موغام البارزة، ليالي موغام وغير ذلك من المؤتمرات والمهرجانات الدولية.

## تشكيل
إن إنشاء هذا المركز الذي يعد ذو أهمية خاصة لمشاريع مؤسسة حيدر علييف الكبرى في حماية قيم أذربيجان الوطنية قد أطلقه رئيس مؤسسة اليونسكو واليونسكو والإيسيسكو وسفير النوايا الحسنة ميهريبان علييفا. تم تنظيم مائدة مستديرة بمشاركة الأعلام المتميزة وخبراء الموغام لبناء هذا المركز الثقافي، وزيادة تطوير ونشر موغام حيث تم الاتفاق على إنشاء مركز موغام الدولي في باكو. يُعتبر الموغابي الأذربايجاني جزءًا من الثقافة الأذربيجانية وهو عبارة عن موسيقى تم إنشاؤها من قبل الفولكلور الأذربيجاني الذي صنعه الشعب والملحنين الأذربيجانيين. تشكل موسيقى «موغامز» _الموسيقى الكلاسيكية في الماضي_ جزءاً مهماً من الثقافة الموسيقية الوطنية في أذربيجان. يعيش الموغام الغني بالتراث الكلاسيكي في إبداع الخانانداس والسالاندس اليوم بعينات عالية. في تاريخ الفن الموسيقي الأذربيجاني هناك العديد من كبار المغام البارزين الذين تعلَّموا من سادة الفن البارز في القرن التاسع عشر على غرار ساتارين، حاجي حسين، مشادين إيسن، ألسغار شيرين، تارغان صادقان وآخرون. ثم ظهر في بداية القرن العشرين أسماء فنانون آخرون مثل جبار جاريجدي أوغلو، مشادي جميل أميروف، سيد شوشنسكي، خريجيش محمد، مشادي محمد فرازالييف، إسلام عبد اللاييف، خان شوشينسكي، وزلفو أديغوزالوف، هشيم كالانتارلي، هوسينقولو سارابسكي، هاغيغات رزاييفا، سوريا جاجار، فاطمة مختاروفا وآخرين. خلال هذه الفترة تم تكريم مجنوعة من الفنانين بما فيهم بيريموف، منصور منصوروف، أحمد باكيخانوف، بهرام منصوروف وآخرون.
في خيال الشعب الأذربيجاني يعتبر فن موغام في جوهره أعظم قيمة أخلاقية وواحدة من أسس الوعي الذاتي الوطني والوعي القومي. تقام مهرجانات دولية في أذربيجان فيما يتعلق بالمغام، وتعكس الأعمال المشمولة في برنامج المهرجان تاريخ وتقاليد موغام الأذربيجانية بالإضافة إلى الإمكانيات الواسعة للفنون المسرحية الحديثة. المسلسلات الأوثرية التي كتبها عزير حاجبيلي والمغني السمفوني لفكريت أميروف ونيازي وفيلم «سبعة جمال» لجارا غاراييف وموسيقى الجاز التي أنشأتها موسيقى الجاز والأوركسترا الموسيقية الشعبية التي ألفتها جهانجير جهانغيروف تكشف مرة أخرى الإمكانات العميقة للموغام.

## مساحة موغام
يقع المركز في باكو وبالتحديد في منتزه سيسايد الوطني في شارع يُدعى Neftçilər prospekti 9. يُذكر شكل المبنى بالأدوات الموسيقية الأذربيجانية القديمة. وقد استُعملت في بناءه حوالي 2000 نظارة بناء.

## برنامج المركز
يقوم المركز بالترويج لفعاليات الثقافة والفنون الأذربيجانية بالتعاون مع وزارة الثقافة والسياحة. وسبق للمركز وأن عقد رفقة مؤسسة خان شوشينسكي ليلة موسيقة مخصصة للذكرى 125 لسيّد شوشينسكي. عُقد مهرجان موغام الدولي في باكو ثلاث مرات بتنظيم مشترك لمؤسسة حيدر علييف ووزارة الثقافة والسياحة واتحاد الملحنين الأذربيجانيين. في إطار مهرجان موغام الدولي تُقام حفلات موسيقية بمشاركة موسيقيين أذربيجانيين وأجانب في باكو وفي أجزاء كثيرة من البلاد، بالإضافة إلى مسابقة موغام الدولية والندوة العلمية الدولية والدروس الرئيسية فهناك مشاركة لدول أخرى مثل تركيا، إيران، العراق، أوزبكستان، طاجيكستان، كازاخستان، الولايات المتحدة الأمريكية، فرنسا، كندا، إنجلترا، ليبيا، البرازيل، إسبانيا، إيطاليا، ألمانيا، الأردن، اليابان، تركمانستان، روسيا، الصين، الهند، تونس ومصر وقد تم دعوة الموسيقيين والمجموعات الشهيرة إلى أذربيجان.

## مشاريع
بشكل عام ينفذ مركز «موغام الدولي» عدداً من المشاريع المخصصة للترويج للموسيقى الوطنية الأذربيجانية أحدها هو مشروع «مسّاج مساء». وكان فنانون مشهورون قد قدموا أغاني شعبية وتصنيفات في إطار هذا المشروع.

## حفلات مسلسلات في مركز موغام الدولي
خلال 15 نوفمبر 2016 استضاف مركز موغام الدولي سلسلة من الأحداث والفعاليات. كان الأداء المشترك للمغني كوتشاج أسكروف والفرنسي بيير دي تريجوماى في حفل «موغام-جاز» يوم 5 نوفمبر من نفس العام وقد رافقت الموسيقى الأذربيجانية موسيقى الجاز بمختلف المؤلفات. في 10 نوفمبر أقيم حفل موسيقي آخر ضم مجموعة من الموسيقيين الروس المشهورين؛ رافق الحفل موسيقيون مشهورون من أوروبا وروسيا وفرق أوركسترا سمفونية وفرق موسيقية شعبية روسية. في 11 تشرين الثاني/نوفمبر استضاف المركز أمسية يوبيلية مهيبة مخصصة للاحتفال بالذكرى الـ 175 للمغاري الأذربيجاني الموقر وأبوغام السيد أبو البغلي زولالوف.